# Araneus pichoni
Araneus pichoni är en spindelart som beskrevs av Schenkel 1963. Araneus pichoni ingår i släktet Araneus och familjen hjulspindlar. Inga underarter finns listade i Catalogue of Life.